# Божа-Воля (Люблінський повіт)
Божа-Воля (пол. Boża Wola) — село в Польщі, у гміні Закшев Люблінського повіту Люблінського воєводства.
Населення — 121 особа (2011).
У 1975-1998 роках село належало до Замойського воєводства.

## Демографія
Демографічна структура станом на 31 березня 2011 року:
|          | Загалом | Допрацездатний вік | Працездатний вік | Постпрацездатний вік |
| -------- | ------- | ------------------ | ---------------- | -------------------- |
| Чоловіки | 66      | 14                 | 42               | 10                   |
| Жінки    | 55      | 10                 | 23               | 22                   |
| Разом    | 121     | 24                 | 65               | 32                   |